# نهرو و اقتصاد هند

سیاست‌های اقتصادی سال‌های اولیه پس از استقلال هند محل بحث بوده‌است. جواهر لعل نهرو به عنوان اولین نخست‌وزیر هند پس از استقلال چهره ای تأثیرگذار در روند توسعه هند است.

## فلسفه اقتصادی نهرو
در حالیکه گاندی حمایت سیاسی مردم را داشت، نهرو استقلال سیاسی را با استقلال اقتصادی همراه کرد.
او فعالیت‌هایش را با هدف رفع مشکل بیکاری و بالا بردن استانداردهای زندگی توده مردم که غالباً در فقر و رنج بودند آغاز کرد. تمرکز نهرو بر فردگرایی به علاوه مالکیت سوسیالیستی صنایع بزرگ مورد نیاز برای ساخت یک کشور اقتصادی بزرگ بود. . هر چند او ایده برنامه‌های اقتصادی پنج ساله را از شوروی الهام گرفته بود اما الگو رفتاری او متفاوت از کشورهای سوسیالیستی زمان خود یعنی شوروی، چین، لهستان و مجارستان بود. به نظر نمی‌رسید که او اعتقاد به لزوم کاپیتالیسم برای توسعه داشته باشد.

## اصلاحات اقتصادی
علاوه بر دموکراسی، سکولاریسم، سوسیالیسم، اتحاد ملی، عدم تعهد، علم و تکنولوژی و مدرنیزه کردن جامعه سنتی هند، نهرو برنامه‌های توسعه اقتصادی را به هند معرفی کرد. او به کنترل دولت بر اقتصاد اعتقاد داشت. همان‌طور که خود او در جلسه ای در کنگره ملی گفت: «... مالکیت و کنترل صنایع دفاعی و کلیدی باید بالاخره ملی شوند.» وی در همان جلسه نتیجه‌گیری می‌کند «ما نباید اجازه دهیم این صنایع به دست بخش خصوصی بیفتند و در نتیجه به انحصار بخش خصوصی در بیاید.»
یکی از کلیدی‌ترین اصلاحات اقتصادی در زمان نهرو معرفی برنامه‌های پنج ساله در سال ۱۹۵۱ بود. این برنامه‌ها برای به بیان هزینه‌های دولت و هزینه‌هایی که می‌بایست صرف توسعه بخش‌های مهم از جمله کشاورزی، صنعت و تحصیل شود، می‌پرداخت. با عملی شدن این برنامه‌ها دنیا متوجه رشد چشم گیر هند به سمت توسعه شد.
نهرو به علت اینکه تخصصی در علم اقتصاد نداشت، متوجه چرایی مشکلات و از کارافتادگی‌های مستمر اقتصاد هند نبود. تأکید نهرو بر اهمیت اصلاحات ارضی و افزایش تولید از طریق تفویض تکنولوژی و همکاری برای اطمینان از توزیع عدالت در خلال سرمایه‌داری بود. این‌ها چارچوب سخنرانی‌های سالانه نهرو در اتاق بازرگانی هند به مدت ۱۵ سال بود. از سال ۱۹۰۰ تا ۱۹۴۷ برای بیش از ۴۰ سال رشد اقتصادی هند ۰٪ بود. هند شاهد رشد اقتصادی سالانه ۴٪ تا سال ۱۹۶۴ بود. رقمی بالاتر از رشد اقتصادی چین، ژاپن و بریتانیا در همان برهه زمانی.
سیاست‌های صنعتی نهرو

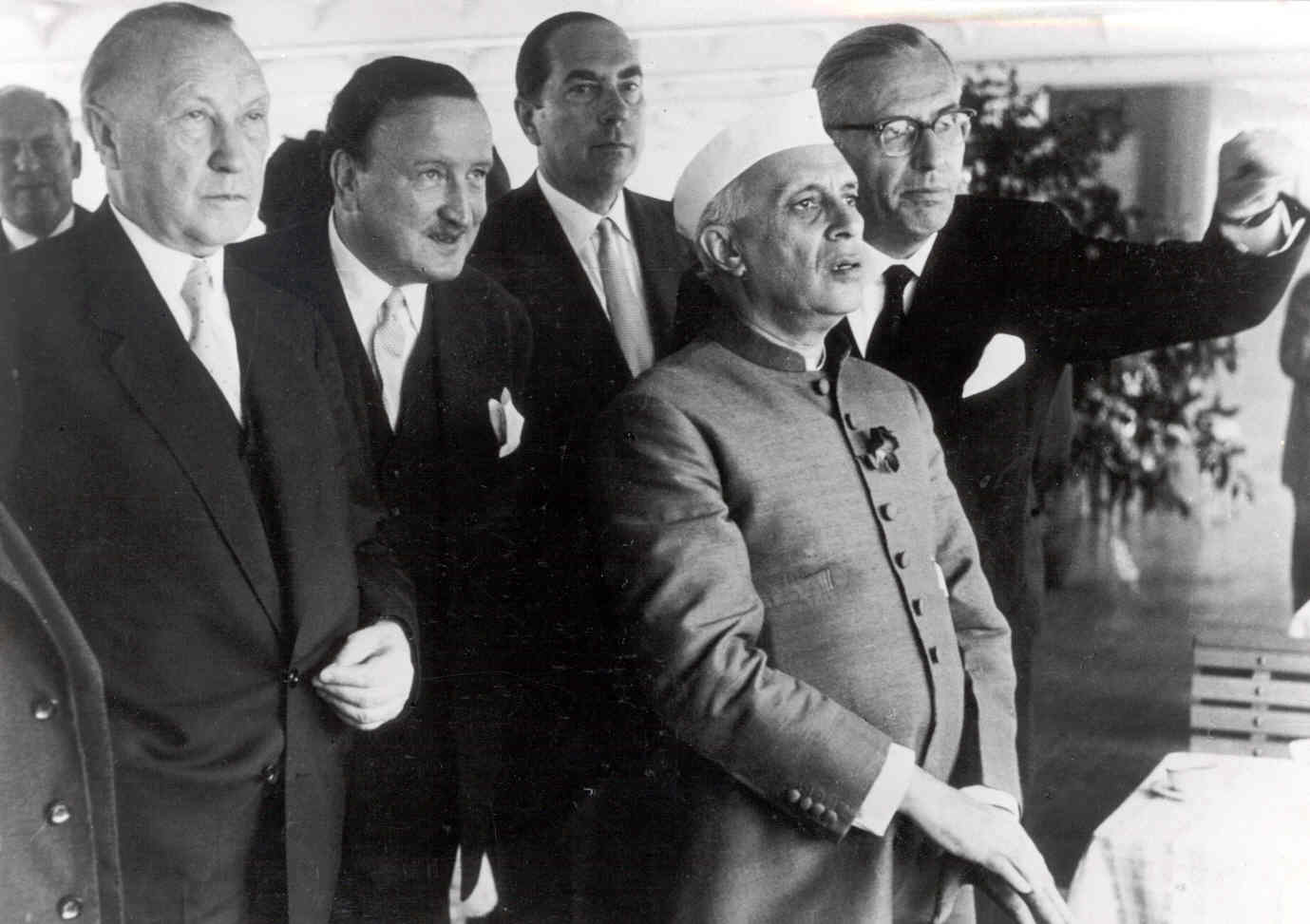

او میان بخش شهری و روستایی سیاست گذاری خود تعادل بر قرار کرد و معتقد بود این دو بخش می‌بایست دست در دست یکدیگر حرکت کنند. او دعوای دیرینه شهری – روستایی را کنار گذاشت. اصلی‌ترین بخشی که نهرو شناسایی کرد بخش برق آبی (hydroelectricity) بود و برای انجام این سیاست چندین سد احداث کرد.
این سدها نه تنها انرژی را مهار می‌کردند بلکه در بخش آبیاری نیز از آن‌ها استفاده عمده می‌شد. نهرو سد را نماد رشد جمعی هند می‌دانست، چرا که این سدها سکویی برای ملاقات مهندسی صنعتی و کشاورزی بودند.
نهرو همچنین امکان رشد هسته ای را در طول دوران نخست‌وزیری است گزینه ای قابل تأمل می‌دانست.

## ایجاد انقلاب در کشاورزی
بعد از استعمار و تأثیرات آن بر کشاورزی که باعث موج‌های عظیم گرسنگی و گسترش سوء تغذیه در هند شد، در سال ۱۹۴۷ هند با بحران و کمبود گسترده غذا مواجه شد تا جایی که ۱۴ میلیون تن غذا از جمله کالاهای اساسی بین سال‌های .۱۹۴۷ تا ۱۹۵۳ وارد هند شد. علی‌رغم روش ملایم تر نهرو نسبت به مائو و استالین، در سال ۱۹۵۷ سیستم صد و پنجاه ساله زمین‌داری در هند به کلی منحل شد. در حالی که برخی معتقد هستند: «یارانه های همکاری و صنعتی کشاورزان آن‌ها را از خفقان زمین داران و وام دهندگان آزاد کرد.» گروهی دیگر نظر مخالف دارند و معتقدند برچیده شدن سیستم زمین‌داری تسلط و قدرت فوق‌العاده ای به دولت برای اعمال نفوذ بر کشاورزان بخشیده‌است.
دیدگاه نهرو در مورد اقتصاد روستایی
نهرو همچون گاندی به صنایع کوچک و تأثیر تعیین‌کننده آن‌ها در حل مشکل بیکاری به عنوان مسئله ای اساسی در این دوره ایمان داشت.
سیاست‌های اقتصادی نهرو عمدتاً به علت ضعف اقتصاد هند در دوره نخست‌وزیری اش مورد انتقاد قرارمی‌گیرند. هند نیاز داشت ابزارهای بومی خود را علاوه بر کنترل دولتی برای فراهم کردن بسترهای خصوصی‌سازی در آینده به کار بگیرد.
نقد سیاست‌های اقتصادی نهرو
- در معرفی برنامه‌های پنج ساله، از شوروی تقلید کرد. در زمان تنظیم سند برنامه‌های پنج ساله از صحبت‌های نهرو چنین برمی‌آمد که هدفش ایجاد اقتصاد ترکیبی است تا به بخش خصوصی آنگونه که خود می‌خواست شکل بدهد.[۵]
- با افزایش قدرت نهرو، در حالیکه آزادی اقتصادی مردم رو به کاهش بود بر رسانه کنترل اعمال کرد. در نتیجه این امر، صداهای معترض خاموش شدند.[۵]
- قوانین اصلاحات ارضی میزان زمینی که یک فرد می‌توانست داشته باشد را به شدت محدود می‌کردند و به دولت قدرت فزاینده ای در زمینه صنعتی، کشاورزی و مالکیت خصوصی می‌بخشید. نتیجه تقسیمات ارضی چیزی جز نابودی صنعت کشاورزی نبود.[۵]
- نهرو بیشتر در زمین ایجاد ابزارهای تغییر موفق بود تا ایجاد تغییرات.[۱۰]